# الأيام (مسلسل)
مسلسل الأيام مسلسل تلفزيوني مصري يتكون من ثلاثة عشر حلقة يتناول قصة حياة عميد الأدب العربي طه حسين والتي كان قد كتبها في كتـاب يحمل نفس الاسم.
قام ببطولة المسلسل أحمد زكي إلى جانب كل من: محمود المليجي، أمينة رزق، حمدي غيث، حسين الشربينى، صفية العمرى، يحيى شاهين وسامي فهمي. وقام الشاعر سيد حجاب بكتابة أغاني المسلسل، وقام الموسيقار عمار الشريعي بتلحين الأغاني والموسيقى التصويرية للمسلسل، وقام المطرب علي الحجار باداء الاغانى داخل المسلسل بالإضافة إلى التترات. وهذا المسلسل من إخراج المخرج المصري يحي العلمي وانتاج سنة 1979.

## بطولة
| - أحمد زكي: طه حسين - يحيى شاهين: الشيخ حسين - أمينة رزق: أم طه - حمدي غيث - محمود المليجي - محمد الدفراوي - نظيم شعراوي: كاظم البشكاتب | - عبد العزيز أبو الليل - رشوان توفيق: المفتش فوزي - بدر الدين جمجوم - فاروق نجيب - عبد السلام محمد: مساعد الشيخ الكتاب - علي الشريف: الشيخ علي شيخ الكتاب - محمد شوقي | - محمد الشويحي: فتح الباب - فاروق يوسف: صديق الشيخ أحمد - عمر ناجي - أديب الطرابلسي - عصام العشري - عبد الهادي أنور - إبراهيم قدري | - أحمد الناغي - قيس عبد الفتاح - مدحت مرسي - عماد رشاد: محمود أخو طه - سامي فهمي: أخ لطه حسين - نادية فهمي: جلفدان أخت طه - أحمد الشناوي |

| - رأفت فهيم: بسيوني حلاق الصحة - نجيب عبده - جمال شبل - عبد الرحمن شريف - شفيق الشياب - عبد المنعم قناوي | - سامي صلاح - محمد الجدي - أحمد صلاح الدين - أبو الفتوح عمارة: رجل من القرية - فخري عازر - السيد منير | - سيد العربي - أحمد أبو عبية - محمد عبد الحليم - هالة أنور - محمد الإدنداني: بائع بالقرية - أمين عنتر | - محمد عبد السلام - إبراهيم المنياوي - مهدي عباس - مصطفى هاشم - السيد زيد - سمير حجاج | - حمدي شرف الدين - أحمد عطية - مظهر يونس - حسين عرفان - حسني كلود - الشحات سليمان | - عادل الشناوي - رشوان مصطفى - سامية محسن - نصر سيف - بهاء إبراهيم |

ضيوف الحلقات
| - أنور إسماعيل - إبراهيم الشامي - صلاح نظمي - أحمد خميس | - بدر نوفل - إسكندر منسي - زكريا موافي - سلامه إلياس | - صافيناز الجندي - منى قطان - حسين الشربيني - صفية العمري: سوزان |

الأطفال: شريف صلاح الدين: طه حسين طفلا - نيرمين مجاهد - معتز يحيى - سامح مجاهد - حسن الشناوي - أسماء فريد

## فريق العمل
| - أمينة الصاوى: قصة وسيناريو وحوار - أنور أحمد: قصة وسيناريو وحوار - يوسف جوهر: إشراف على السيناريو - سيد حجاب: مؤلف الأغاني | - يحيى العلمي: مخرج - كمال رزق: مخرج مساعد - فؤاد شهاب الدين: مخرج مساعد - فاروق شوشة: الراوي | - عمار الشريعى: الألحان والموسيقى التصويرية - على الحجار: غناء - سليم النمر: مدير الإنتاج |

## المصدر
- مقدمة مسلسل الأيام علي الحجار على يوتيوب
- على الحجار - تتر نهاية مسلسل الايام على يوتيوب